# Dani California
Dani California è un singolo del gruppo musicale statunitense Red Hot Chili Peppers, pubblicato il 3 aprile 2006 come primo estratto dal nono album in studio Stadium Arcadium.
Il brano ha vinto un Grammy Award alla miglior performance rock di un duo o un gruppo e uno per la miglior canzone rock.

## Descrizione
Mentre il resto dell'album è stato giudicato in modo negativo dal critico Stephen Thomas Erlewine di AllMusic, Dani California è stata descritta come «una delle cose che davvero attirano l'attenzione al primo ascolto e che entrano nel subconscio dove non vorrebbero, come solo le melodie di Anthony Kiedis sanno fare».
Il testo racconta della morte prematura di Dani California, una ragazza povera del Mississippi diventata rapinatrice di banche e vissuta troppo brevemente e tra durezze. Una ragazza di nome "Dani" è menzionata anche in By the Way e Californication; in quest'ultima è citata semplicemente come "sposa adolescente con un bimbo dentro".

Il cantante Anthony Kiedis ha spiegato che la figura di Dani California impersona tutte le ragazze con cui ha avuto relazioni in precedenza:

## Video musicale
Il video musicale è stato diffuso su MTV a partire dal 4 aprile 2006. Diretto da Tony Kaye (American History X), illustra una sorta di cronologia del rock; la band esegue la canzone su un solo palco, ma con le sembianze di altri gruppi che hanno contribuito al successo della musica rock dagli anni cinquanta all'inizio degli anni novanta. I principali artisti e band imitati sono: Elvis Presley, The Beatles, Thin Lizzy, Sex Pistols, Kurt Cobain, David Bowie, Jimi Hendrix, Poison, Misfits. Nell'ultima parte del video, gli autori esaltano sia loro stessi che l'evoluzione della musica rock, da loro parzialmente inaugurata.
In una delle scene gli autori alludono ad MTV Unplugged in New York, dei Nirvana. Qui Kiedis, mascherato da Kurt Cobain, canta "...gone too fast..." ("andato via troppo in fretta"), e poi l'inquadratura si sposta su una candela spenta con un soffio. Ciò sembra essere un omaggio a Cobain, morto qualche mese dopo le registrazioni per MTV Unplugged, ma anche molto amico di Kiedis (che al frontman dei Nirvana aveva già dedicato il brano Tearjerker).
Il video ha ricevuto sette candidature agli MTV Video Music Awards del 2006, ma ha vinto solo quella per la miglior scenografia, perdendo le altre sei candidature per i premi al video dell'anno, miglior video di un gruppo, miglior video rock, miglior regia, miglior montaggio e miglior fotografia. Ha ricevuto anche una candidatura come miglior video internazionale ai MuchMusic Video Awards.

## Controversie
L'originalità della canzone è stata dibattuta subito dopo la sua uscita. Gli accusatori hanno dichiarato che Dani California abbia plagiato il brano Mary Jane's Last Dance di Tom Petty and the Heartbreakers. Così le hanno messe a confronto diverse volte, sia l'una a lato dell'altra sia facendole sentire in una volta (ad esempio sovrapponendole, come nei mash-up). Hanno detto che i giri di basso, tonalità, tempo e perfino i testi dei due brani (entrambi prodotti da Rick Rubin) mostrano "somiglianze evidenti", e hanno sollecitato gli ascoltatori a "decidere per sé sulla questione". In particolare le accuse sono state mosse dal presentatore radiofonico Dan Gaffney, conduttore di un programma mattutino di una radio locale del Delaware.
È stato anche controbattuto che mentre i primi 8 giri di basso dei due pezzi si somigliano, le scansioni non sono esattamente le stesse. Travis Jackson, musicologo dell'Università di Chicago, ha sostenuto che gli attacchi alle corde sono simili, ma che le ritmiche sono differenti e perciò non dovrebbero indurre il sospetto di plagio. Inoltre, mentre la prima strofa è scandita su giri di basso simili, le altre non lo sono.
Dopo aver suscitato grande scalpore visto il successo del brano, la questione si è chiusa quando lo stesso Petty, intervistato da Rolling Stone, non ha riconosciuto alcun intento negativo da parte del gruppo californiano negando qualsiasi possibilità di portare il tutto a processo.

## Tracce
Testi e musiche di Anthony Kiedis, Flea, John Frusciante e Chad Smith.
CD promozionale
1. Dani California (Album Version) – 4:43

CD singolo (Europa)
1. Dani California – 4:42
2. Million Miles of Water – 4:04

CD maxi-singolo (Europa, Giappone)
1. Dani California – 4:42
2. Whatever We Want – 4:47
3. Lately – 2:54

7" (Regno Unito)
- Lato A

1. Dani California – 4:42

- Lato B

1. Million Miles of Water – 4:04

Download digitale
1. Dani California – 4:42
2. Whatever We Want – 4:47
3. Lately – 2:54
4. Million Miles of Water – 4:04

## Formazione
Hanno partecipato alle registrazioni, secondo le note di copertina di Stadium Arcadium:
Gruppo
- Anthony Kiedis – voce
- John Frusciante – chitarra, tastiere, sintetizzatore, cori
- Flea – basso
- Chad Smith – batteria

Altri musicisti
- Paulinho da Costa - percussioni aggiuntive
- Lenny Castro – percussioni aggiuntive

Produzione
- Rick Rubin – produzione
- Andrew Scheps – missaggio, registrazione
- Jason Gossaman – assistenza al missaggio
- Ryan Hewitt – registrazione
- Mark Linette – registrazione
- Phillip Broussard – assistenza alla registrazione
- Anthony Zamora – assistenza alla registrazione
- Dana Nielsen – ingegneria del suono aggiuntiva
- Jason Leder – ingegneria del suono aggiuntiva
- Chris Holmes – ingegneria del suono aggiuntiva
- Vlado Meller – mastering
- Mark Santangelo – assistenza al mastering

## Successo commerciale
Il brano ha debuttato al 24º posto della Billboard Hot 100 ed è poi salito al sesto, diventando il terzo singolo del gruppo ad entrare nelle prime dieci posizioni della classifica. Inoltre, Dani California ha raggiunto al lancio la vetta della classifica Alternative Songs (sempre stilata da Billboard), secondo nella storia solo a What's the Frequency, Kenneth? dei R.E.M.; ha raggiunto successivamente anche il primo posto della Mainstream Rock Songs.

## Classifiche
| Classifica (2006)             | Posizione massima |
| ----------------------------- | ----------------- |
| Australia                     | 8                 |
| Austria                       | 7                 |
| Belgio (Fiandre)              | 9                 |
| Belgio (Vallonia)             | 51                |
| Canada                        | 1                 |
| Danimarca                     | 1                 |
| Francia                       | 57                |
| Germania                      | 12                |
| Irlanda                       | 7                 |
| Italia                        | 4                 |
| Norvegia                      | 5                 |
| Nuova Zelanda                 | 7                 |
| Paesi Bassi                   | 7                 |
| Regno Unito                   | 2                 |
| Spagna                        | 7                 |
| Stati Uniti                   | 6                 |
| Stati Uniti (alternative)     | 1                 |
| Stati Uniti (mainstream rock) | 1                 |
| Svezia                        | 2                 |
| Svizzera                      | 4                 |